# フロックス属
フロックス属（フロックスぞく、学名: Phlox、フロクス属）またはクサキョウチクトウ属は、ハナシノブ科の属の一つ。67種が知られており、越冬性一年草のものと多年生植物のもの多くの種が栽培されている。

## 形態・生態
P. glaberrima のように1.5mの高さに成長するものもあるが、概して草丈の低いものが多く、ツルハナシノブやシバザクラのように数cm程の高さにしかならない種も多い。
花は5弁で、花色には濃淡の青・藤色・明るい赤・白などがある。早春に開花するものと、夏から秋に開花するものがある。花は肥沃に育てられるほどその種子も大きくなる。

## 分布
主に北アメリカ原産で、いくつかの種は北東アジアを原産地とする。高山帯から森林や草原地帯まで幅広く生息している。
日本では三種類のフロックスが栽培されている。一種類目は葉の形が夾竹桃に似ている「草夾竹桃」（P. paniculata L.）。花の香りが花魁のおしろいに似ていることから別名「花魁草」とも呼ばれる。二種類目は「花詰草」「芝桜」（P. subulata L.）で、日本では最も親しまれている。三種類目は桔梗撫子（P. drummondii Hook.）。

## 人間との関わり
キキョウナデシコ、クサキョウチクトウ（宿根フロックス）、シバザクラなど、花卉として重要なものがいくつかある。
フロックス属は水はけの良い土壌と半日陰での栽培が最も適している。

## 下位分類
- Phlox adsurgens - Northern Phlox
- Phlox alyssifolia
- Phlox andicola
- Phlox austromontana
- Phlox bifida - Sand Phlox
- Phlox borealis
- Phlox bryoides
- Phlox buckleyi - Swordleaf Phlox
- Phlox caespitosa - Cushion Phlox
- Phlox carolina - Thickleaf Phlox
- Phlox cuspidata - Pointed Phlox
- Phlox diffusa - Spreading Phlox
- Phlox divaricata - Blue Phlox or Woodland Phlox
- Phlox douglasii
- キキョウナデシコ[1]（桔梗撫子、フロックス・ドラモンディ） Phlox drummondii - Drummond Phlox
- Phlox floridana - Florida Phlox
- Phlox glaberrima - Smooth Phlox
- Phlox idahonis - Idaho Phlox
- Phlox kelseyi - Kelsey's Phlox
- Phlox maculata - Meadow Phlox
- Phlox missoulensis - Missoula Phlox
- Phlox multiflora - Flowery Phlox, Rocky Mountain Phlox
- Phlox nana - Santa Fe Phlox
- Phlox nivalis - Trailing Phlox
- Phlox ovata - Mountain Phlox
- クサキョウチクトウ[1][2]（草夾竹桃、オイランソウ（花魁草）、宿根フロックス） Phlox paniculata - Summer Phlox
- Phlox pilosa - Prairie Phlox
- Phlox pulchra - Alabama Phlox
- Phlox sibirica - Siberian Phlox
- Phlox speciosa - Bush Phlox
- ツルハナシノブ（英語版）[1] Phlox stolonifera - Creeping Phlox
- シバザクラ[1][2]（ハナツメクサ） Phlox subulata - Moss Phlox

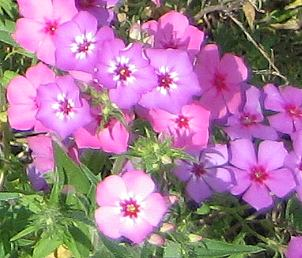
キキョウナデシコ
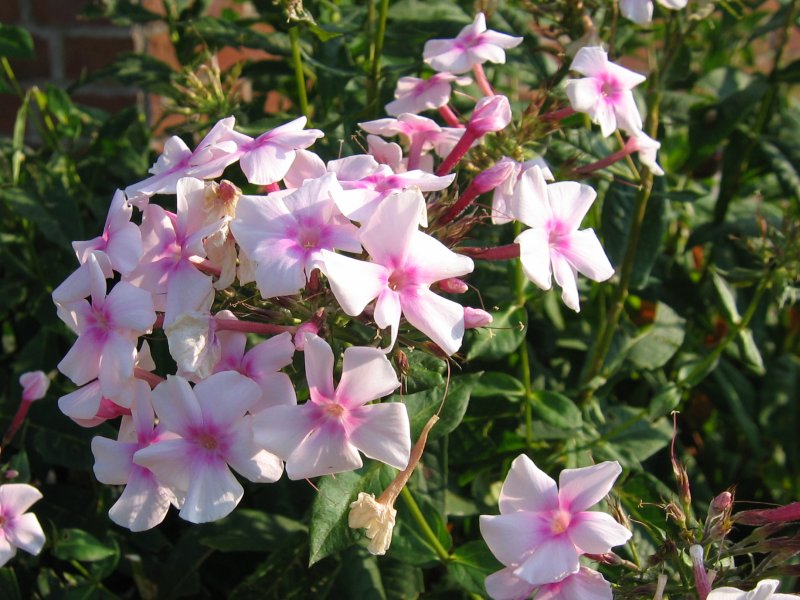
クサキョウチクトウ
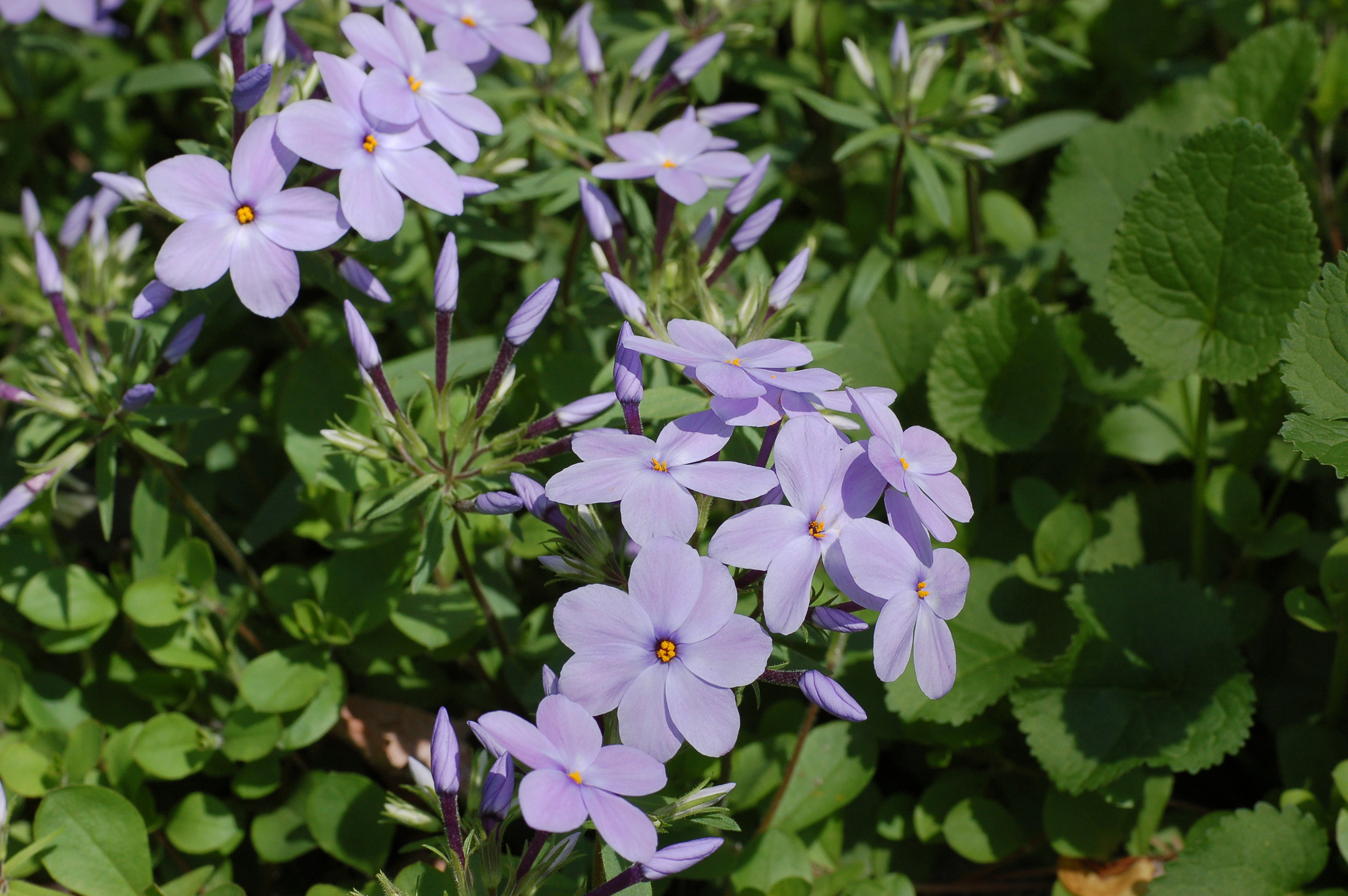
ツルハナシノブ（英語版）
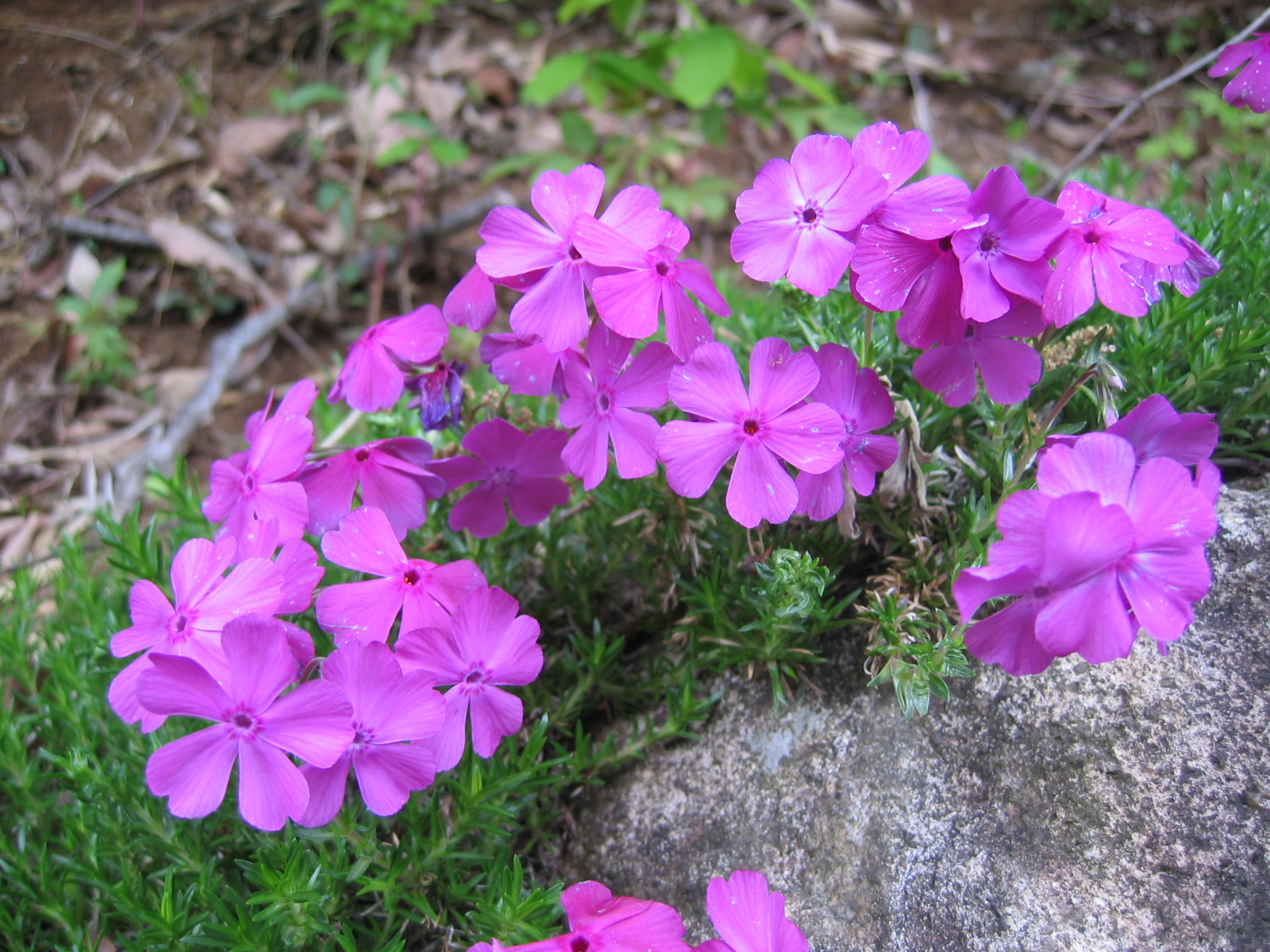
シバザクラ